# Vinasat-2
O Vinasat-2 é um satélite de comunicação geoestacionário vietnamita construído pela empresa estadunidense Lockheed Martin. Ele está localizado na posição orbital de 132 graus de longitude leste e é operado pela Vietnam Posts and Telecommunications Group. O satélite foi baseado na plataforma A2100A e sua vida útil estimada é de 15 anos.

## Lançamento
O satélite foi lançado com sucesso ao espaço em 15 de maio de 2012 às 22:13 UTC, lançado a partir do Centro Espacial de Kourou, na Guiana Francesa, através de um foguete Ariane 5 ECA,  juntamente com o satélite JCSAT-13. O lançamento foi feito pela empresa francesa Arianespace. Ele tinha uma massa de lançamento de 2.969 kg. O Vinasat-2 foi o segundo satélite lançado pelo Vietnã, com o objetivo de dar independência ao Vietnã em telecomunicações.

## Capacidade e cobertura
O Vinasat-2 é equipado com 24 transponders em banda Ku para prestação de serviços de transmissão de rádio, televisão e telefone para o Vietnã e certas partes da região da Ásia-Pacífico.

## Ligações Externas
https://archive.is/20130114064948/http://www.saigon-gpdaily.com.vn/National/2012/5/101230/